# ジェシー・カールソン
ジェシー・クレイグ・カールソン（Jesse Craig Carlson, 1980年12月31日 - ）は、アメリカ合衆国コネチカット州ニューブリテン出身のプロ野球選手（投手）。左投左打。

## 経歴

### メジャー昇格まで
高校時代は野球とバスケットボールの両方をプレーしており、野球では州のチャンピオンシップで優勝し、最優秀投手に選出されている。コネチカット大学に進学後は先発投手として活躍するが、最終シーズンの2002年も防御率は4.50と平凡な成績だった。

### プロ入りとタイガース傘下時代
同年のMLBドラフトでデトロイト・タイガースから15巡目（全体440位）で指名され入団、同時にリリーフへ転向する。
2003年3月28日に放出された。

### アストロズ傘下時代
2003年3月31日にヒューストン・アストロズとマイナー契約を結んだ。
2004年10月15日にFAとなった。

### ブルージェイズ時代
2004年11月11日にトロント・ブルージェイズとマイナー契約を結んだ。
2005年はAAA級シラキュース・チーフスで開幕を迎え、6月上旬にAA級ニューハンプシャー・フィッシャーキャッツに降格。10月15日にFAとなり、11月18日にテキサス・レンジャーズとマイナー契約を結んだ。
2006年はAA級フリスコ・ラフライダーズでプレーし、8月にAAA級オクラホマ・レッドホークスに昇格。10月15日にFAとなった。
2007年1月23日にブルージェイズとマイナー契約を結んだ。AAA級ニューハンプシャーで58試合に登板した。
2008年4月10日のオークランド・アスレチックス戦でメジャーデビュー。この年はルーキーながらチーム最多の69試合に登板し、ブルペンを支えた。8月から9月にかけては14試合連続無失点を記録。最終的に7勝2敗2セーブ、防御率2.25という好成績を残し、チーム新人王に選ばれた。
2009年はB・J・ライアンの不振に伴うスコット・ダウンズのクローザー昇格、ブライアン・タレットの先発転向により、チーム唯一の左の中継ぎ要員として勝負所での起用が続いた。しかし、決め球であるスライダーのキレが鈍り、前年とは打って変わって不安定な投球が続いた。9月16日のニューヨーク・ヤンキース戦ではホルヘ・ポサダと乱闘騒ぎを起こし、ポサダと共に3試合の出場停止処分を受けた。

### レッドソックス傘下時代
2011年11月2日にFAとなり、12月8日にボストン・レッドソックスとマイナー契約を結んだ。
2012年6月16日に放出された。

その後は、野球界から遠ざかっている。

## 選手としての特徴
変則的なサイドスローのフォームが特徴的なリリーフ左腕。NHK解説者の高橋直樹は、カールソンの投球フォームを「日本なら、もっとリリースポイントが安定するフォームに矯正する」と評している。
速球は最高90マイル台前半だが、球速以上の速さを感じさせる。決め球はスライダー。
左投手であるため対左打者用のワンポイントにもよく起用されるが、2009年8月終了時点での通算被打率は対右打者よりも対左打者の方が悪い。

## 詳細情報

### 年度別投手成績
| 年 度    | 球 団    | 登 板 | 先 発 | 完 投 | 完 封 | 無 四 球 | 勝 利 | 敗 戦 | セ 丨 ブ | ホ 丨 ル ド | 勝 率 | 打 者 | 投 球 回 | 被 安 打 | 被 本 塁 打 | 与 四 球 | 敬 遠 | 与 死 球 | 奪 三 振 | 暴 投 | ボ 丨 ク | 失 点 | 自 責 点 | 防 御 率 | W H I P |
| -------- | -------- | ----- | ----- | ----- | ----- | -------- | ----- | ----- | -------- | ----------- | ----- | ----- | -------- | -------- | ----------- | -------- | ----- | -------- | -------- | ----- | -------- | ----- | -------- | -------- | ------- |
| 2008     | TOR      | 69    | 0     | 0     | 0     | 0        | 7     | 2     | 2        | 19          | .778  | 237   | 60.0     | 41       | 6           | 21       | 7     | 3        | 55       | 2     | 1        | 16    | 15       | 2.25     | 1.03    |
| 2009     | TOR      | 73    | 0     | 0     | 0     | 0        | 1     | 6     | 0        | 12          | .143  | 291   | 67.2     | 67       | 7           | 21       | 3     | 3        | 51       | 2     | 1        | 37    | 35       | 4.66     | 1.30    |
| 2010     | TOR      | 20    | 0     | 0     | 0     | 0        | 0     | 0     | 1        | 2           | ----  | 59    | 13.2     | 13       | 3           | 5        | 2     | 1        | 8        | 0     | 0        | 7     | 7        | 4.61     | 1.32    |
| MLB：3年 | MLB：3年 | 162   | 0     | 0     | 0     | 0        | 8     | 8     | 3        | 33          | .500  | 587   | 141.1    | 121      | 16          | 47       | 12    | 7        | 114      | 4     | 2        | 60    | 57       | 3.63     | 1.19    |

### 背番号
- 43（2008年 - 同年途中）
- 48（2008年途中 - 同年途中）
- 59（2008年途中 - 同年途中）
- 39（2008年途中 - 2010年）